# Pfarrkirche Königsbrunn am Wagram

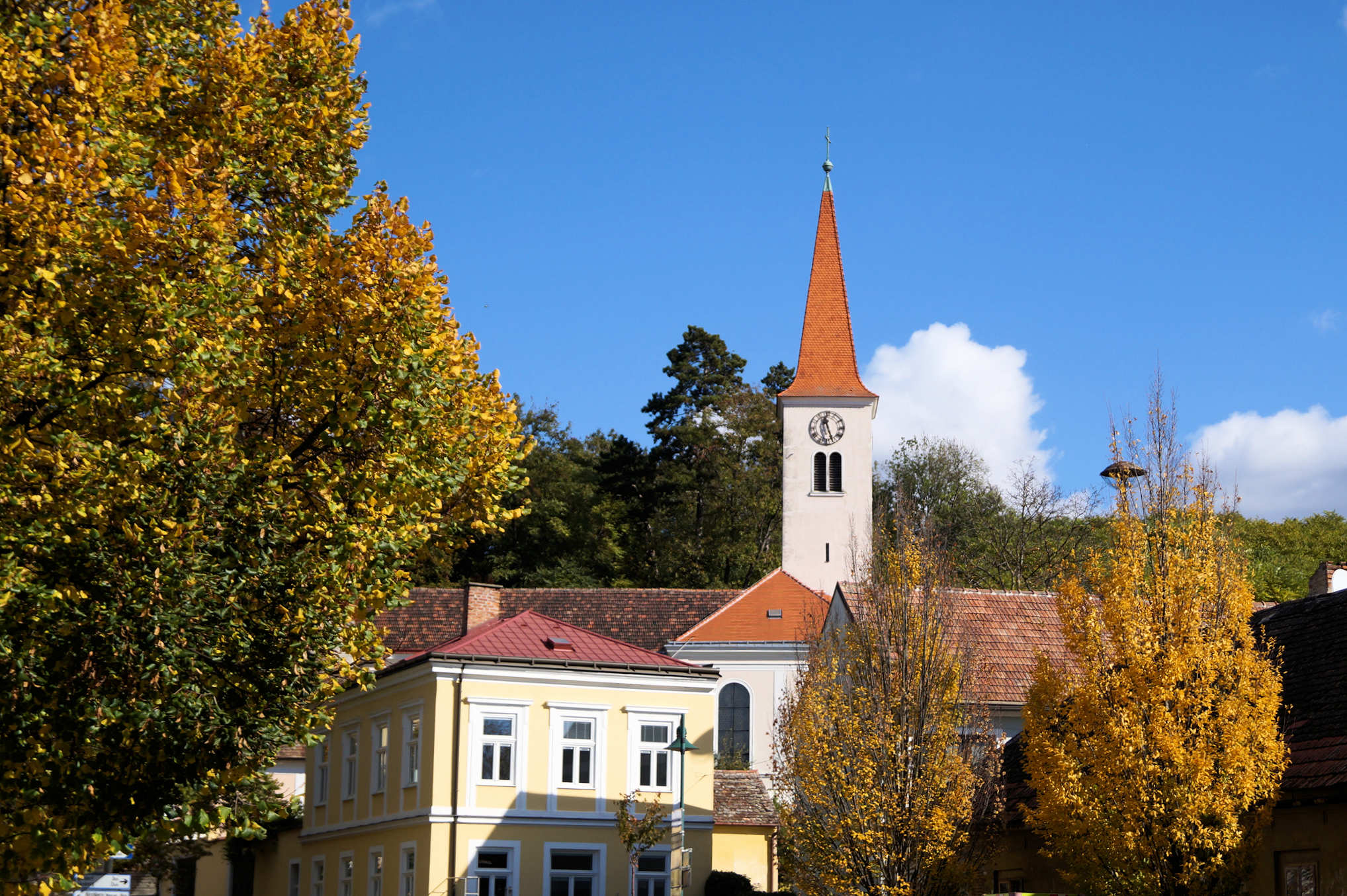
Katholische Pfarrkirche hl. Johannes der Täufer in Königsbrunn am Wagram

Die römisch-katholische Pfarrkirche Königsbrunn am Wagram steht erhöht an einem Berghang in der Marktgemeinde Königsbrunn am Wagram im Bezirk Tulln in Niederösterreich. Die dem Patrozinium hl. Johannes der Täufer unterstellte Pfarrkirche gehört zum Dekanat Großweikersdorf im Vikariat Unter dem Manhartsberg der Erzdiözese Wien. Die Kirche steht unter Denkmalschutz (Listeneintrag).

## Geschichte
Die Filiale von Kirchberg am Wagram wurde 1783 zur Pfarre erhoben.
Die barocke Kirche wurde 1898 nach den Plänen des Architekten Joseph Koch verlängert. 1936 wurde die Kirche zu einer kreuzartigen Kirche mit Rundapsis und Turm erweitert.

## Architektur
Das Kirchenäußere zeigt das Langhaus, die südliche Fassade späthistoristisch mit gestaffelten Pilastern, Rundbogenfenstern und einem Rechteckportal, nordseitig mit Strebebögen mit rundbogigen Durchbrüchen. Das Querhaus mit einer Rundapsis hat Rundbogenfenster. Der Nordostturm ist halb eingezogen, er hat schmale Rundbogenfenster und trägt einen Pyramidenhelm. Im Südosten steht ein Sakristeianbau. Der nördliche Zubau hat ein Pultdach.
Das Kircheninnere zeigt ein vierjochiges Langhaus unter einem Platzlgewölbe und einer Gliederung mit Pilastern, welche sich über dem Kämpfergesims zu Gurten fortsetzen. Die Orgelempore hat eine gerade Brüstung. Das Querhaus unter einer Flachdecke hat eine leicht erhöhte halbkreisförmige Apsis und einen flachbogigen Scheidbogen.
Die Wand- und Deckengemälde schuf der Maler E. Peter 1947 mit der Darstellung Mariä Verkündigung, hl. Josef in der Werkstatt, Flucht nach Ägypten, hl. Mönch, Letztes Abendmahl, Fischfang Petri und Heilung des Blinden. Die Glasmalereien zeigen hl. Franz 1898, hl. Elisabeth 1848, die Heiligen Johannes Nepomuk, Leopold und Antonius 1983, in der Apsis die Heiligen Judas Thaddäus und Theresia um 1936.

## Ausstattung
Der Hochaltar zeigt das Altarblatt Taufe Christi. Die Seitenaltäre zeigen die Altarblätter Herz Jesu und Maria Immaculata um 1936. Die romanisierte Kanzel entstand um 1936. Die Orgel aus 1899 mit 10 Registern stammt von Franz Capek.